# Língua kahua
A língua Kahua é membro da família das línguas de San Cristobal, sendo falada na parte sul da ilha de Makira, anteriormente conhecida como San Cristobal nas Ilhas Salomão. Também é chamada de Anganiwai, Narihua, Wanoni.